# Verhoeffia graecensis
Verhoeffia graecensis är en mångfotingart som först beskrevs av Carl Graf Attems 1895.  Verhoeffia graecensis ingår i släktet Verhoeffia och familjen Verhoeffiidae. Inga underarter finns listade i Catalogue of Life.